# Căzănești
Căzănești – miasto w Rumunii, w okręgu Jałomica. Liczy 3641 mieszkańców (2002).